# O scurtă istorie a lumii
O scurtă istorie a lumii (în germană, Eine kurze Weltgeschichte für junge Leser) este o carte de istorie scrisă de istoricul austriac de artă, Ernst H. Gombrich, în anul 1935 în Viena, Austria, când Gombrich avea 26 de ani. A fost publicată în engleză în 2005 de Yale University Press.

## Capitole
1. A fost odată
2. Cei mai mari inventatori care au existat vreodată
3. Ținutul de pe Nil
4. Duminică, luni...
5. Despre Dumnezeu Unul
6. T.U. C.I.T.E.Ș.T.I
7. Eroii și armele lor
8. O luptă inegală
9. Două orășele într-o tărișoară
10. Iluminatul și țara sa
11. Un mare învățător al unui mare popor
12. Mare aventură
13. Despre noi luptători și lupte
14. Un vrăjmaș al istoriei
15. Stăpânitorii lumii occidentale
16. Buna Vestire
17. Cum se trăia în imperiu și la granițele acestuia
18. Furtuna
19. Începe o noapte înstelată
20. Nu există niciun alt Dumnezeu în afară de Allah, iar Mahomed este profetul său
21. Un cuceritor care știe să domnească
22. O luptă pentru domnia peste creștinătăte
23. Galanții cavaleri
24. Împărați din timpurile cavalerilor
25. Despre orașe și orășeni
26. O nouă eră
27. O lume nouă
28. O nouă credință
29. Biserica luptătoare
30. Vremuri de groază
31. Un rege nefericit și unul fericit
32. Ce se întâmpla între timp în estul Europei
33. O eră cu adevărat nouă
34. O răsturnare violentă
35. Ultimul cuceritor
36. Omul și mașina
37. Dincolo de mări
38. Două state noi în Europa
39. Despre împărțirea lumii
40. Mica bucată de istorie pe care am trăit-o eu însumi - o retrospectivă

## Ediții
- de  Ernst H. Gombrich Eine Kurze Weltgeschichte für junge Leser.  Dumont.  Germany, 2005.
- ro  Ernst H. Gombrich O scurtă istorie a lumii.  Editura Arthur.  România, 2016. ISBN: 9786067880625
- en  Ernst H. Gombrich A Little History of the World. Yale.  UK and USA, 2005. ISBN: 978-0300108835
  - cu Clifford Harper (ilustrator). Paperback, 2008. ISBN: 030014332X